# Cathelijn Peeters
Cathelijn Peeters, född 6 november 1996 i Dongen, Nederländerna, är en nederländsk friidrottare med specialisering på 400 meter häck och 400 meter slätt.

## Karriär
Cathelijn Peeters har ingått i det nederländska lag som vunnit guld på inomhus-VM 2024 och guld vid VM 2023. Hon ingick också i det nederländska stafettlaget på 4x400 meter som tog silver vid OS 2024. Hon ingick även i det mixade stafettlag som kvalificerade sig för finalen på 4 x 400 meter och som sedermera tog guld.